# موج نوی ژاپن
موج نوی ژاپن (به انگلیسی: Japanese New Wave) یا نوبرباگو جنبشی در سینمای ژاپن است که در اواخر دههٔ پنجاه آغاز شد و تا دهة هفتاد ادامه یافت. این جنبش برخلاف موج نوی فرانسه از استودیوها آغاز شد. هرچند فیلمسازان این جنبش دیدگاه‌هایی مشابه فیلمسازان فرانسوی داشتند یا در پی قاعده‌شکنی از سرمشق‌های سینمایی بودند. فیلمسازان جنبش موج نوی ژاپن بیشتر به سؤال‌انگیز کردن، تحلیل کردن، نقد کردن و ویران کردن قراردادهای اجتماعی می‌پرداختند. یکی از برجسته‌ترین فیلمسازان موج نوی ژاپن ناگیسا اوشیما نام دارد. او از جمله فیلمسازانی بود که هم نظریه‌پردازی می‌کرد و هم فیلم می‌ساخت و فیلمهایش بازتاب تئوری‌هایش بودند.

## چهره‌های شاخص
- ماساشیرو شینودا
- سایجون سوزوکی
- ناگیسا اوشیما
- هیروشی تشیگاهارا
- شوهئی ایمامورا
- سوسومو هانی